# Russell (Pennsylvanie)
Russell est une census-designated place située dans le comté de Warren, dans l’État de Pennsylvanie, aux États-Unis. Lors du recensement de 2020, elle compte 1 292 habitants.